# Centrální hřbitov ve Frýdku
Centrální hřbitov ve Frýdku (též Městský hřbitov ve Frýdku) se nachází na rozhraní souměstí Frýdek-Místek a obce Dobrá.
Založen byl roku 1894.
Na hřbitově se nachází mj. kaplička sv. Michaela archanděla, barokní sousoší Krista klesajícího pod křížem a pomník rudoarmějců.

## Galerie

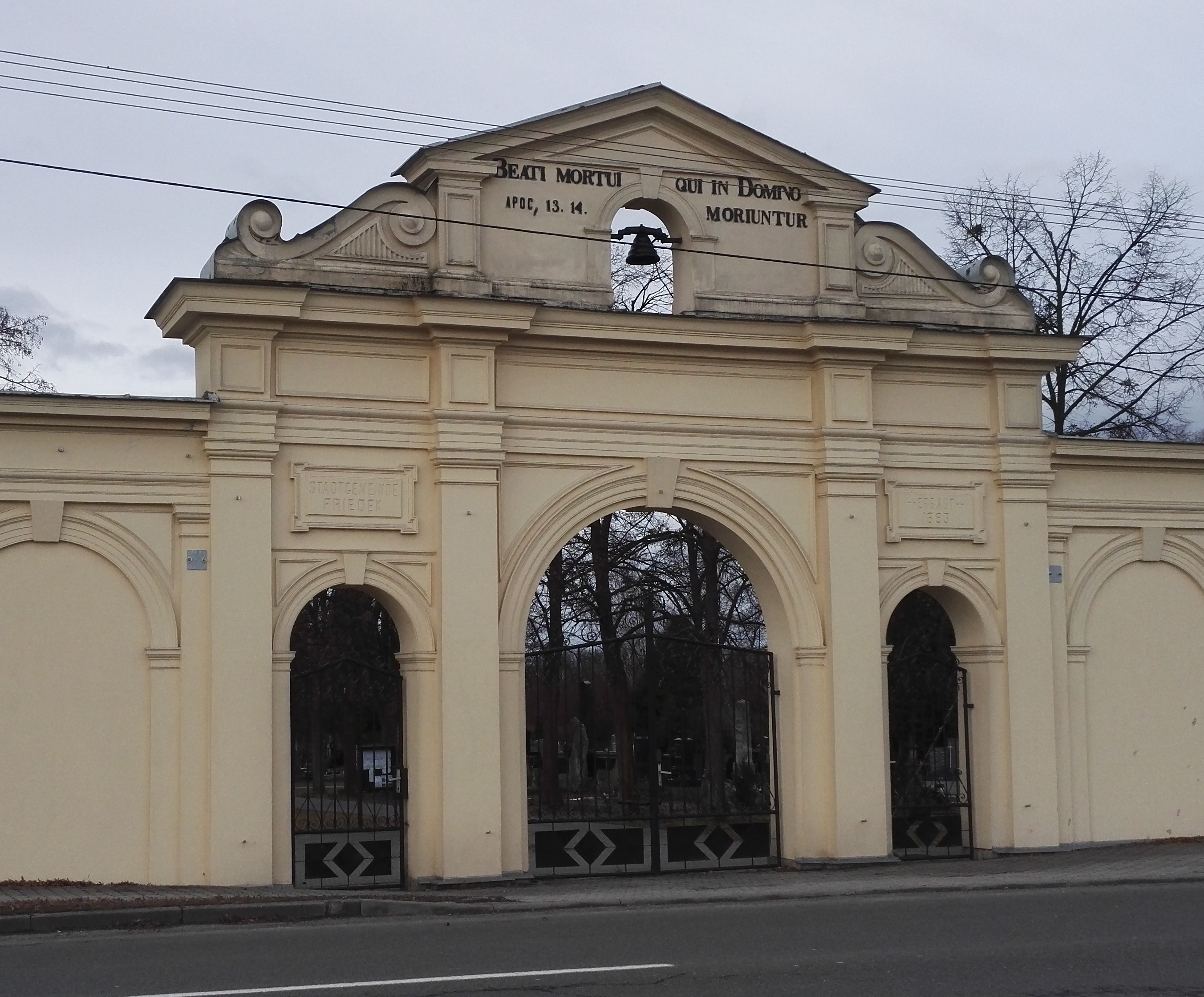
Hřbitovní brána
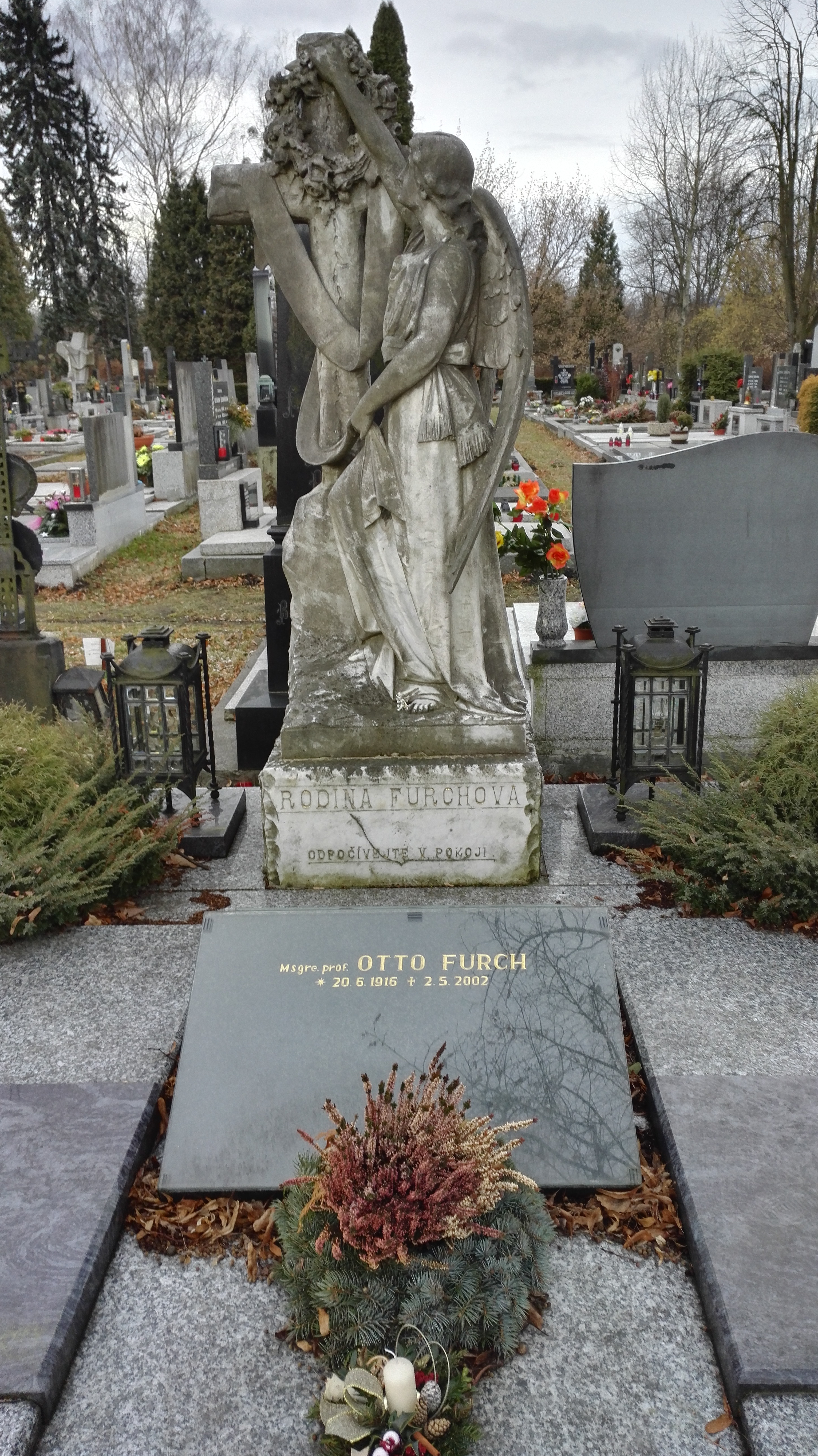
Hrob rodiny Furchovy
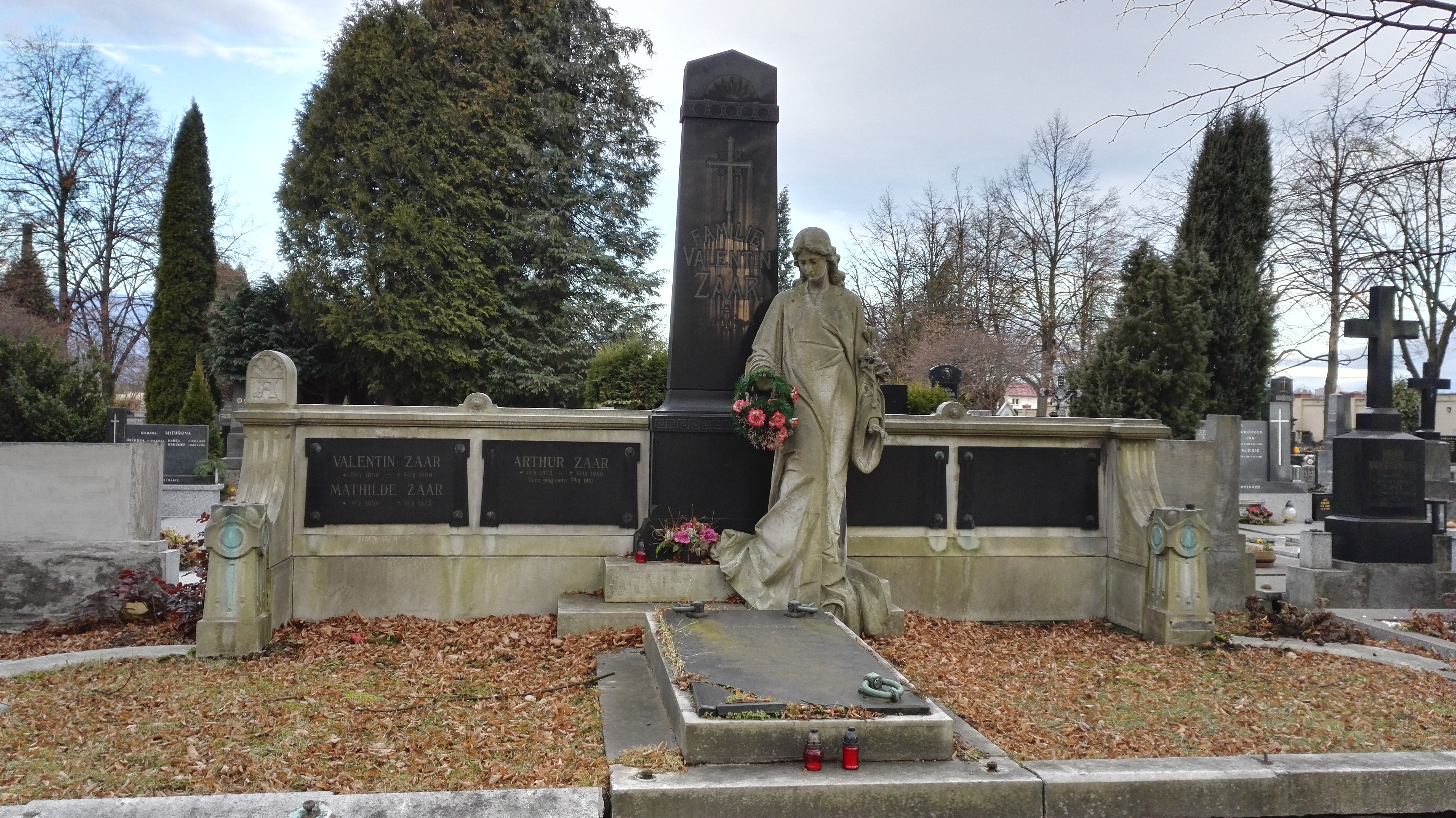
Hrob rodiny Zaarovy
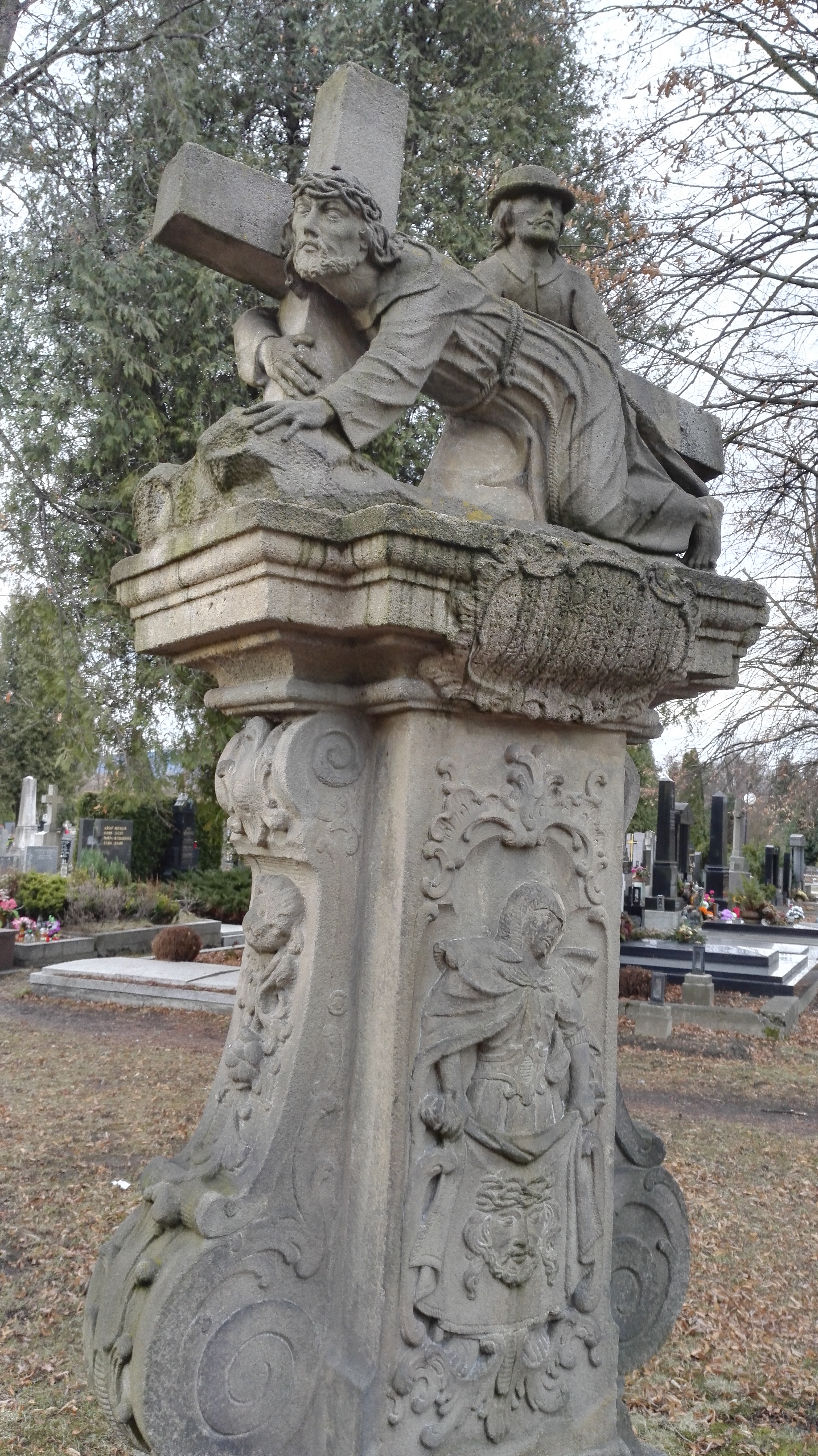
Sousoší Krista klesajícího pod křížem
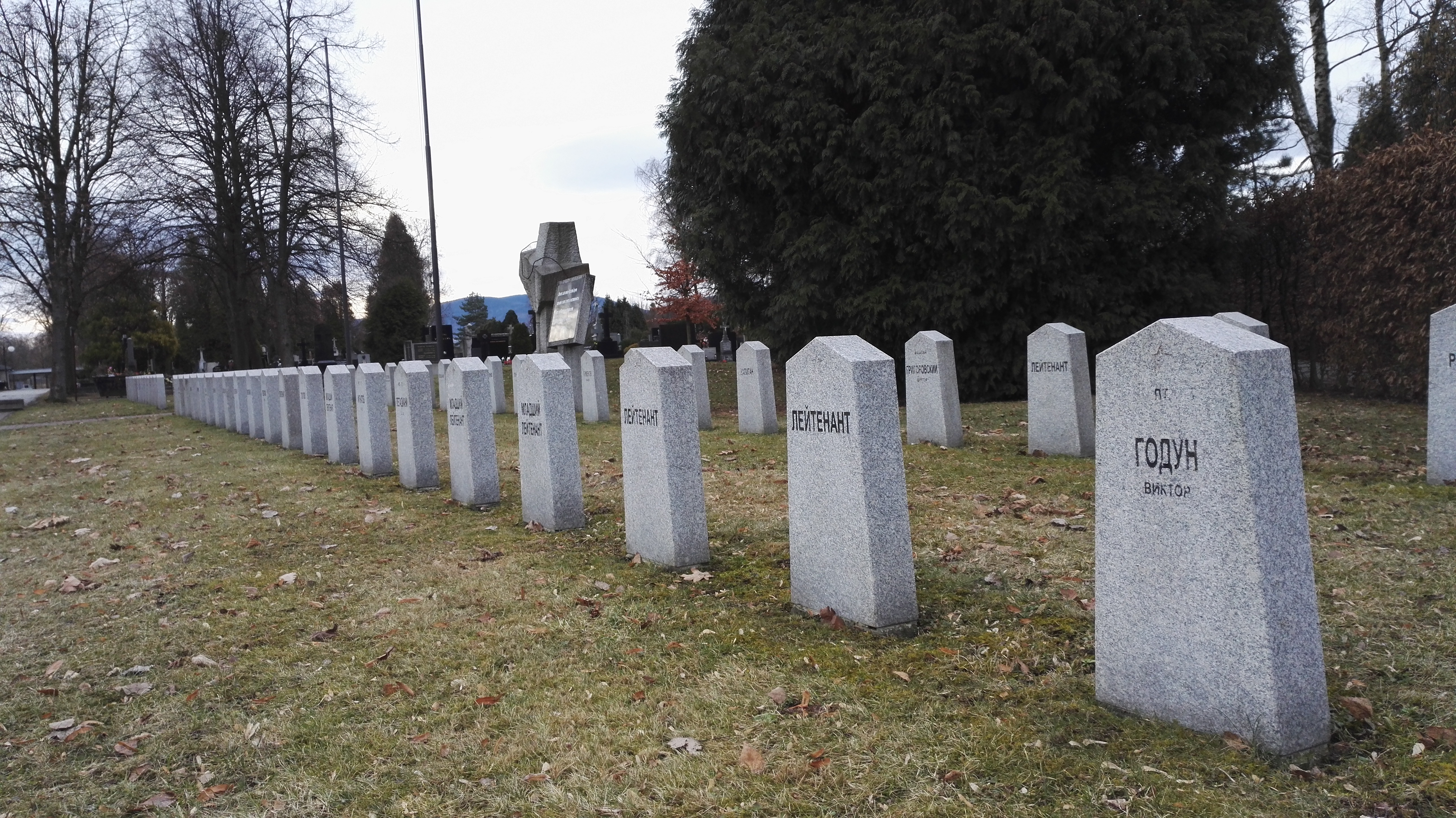
Hroby a památník rudoarmějců